# The Lost World (1960)
The Lost World (Brasil: O Mundo Perdido ) é um filme estadunidense, de 1960, dos gêneros aventura e ficção científica, dirigido por Irwin Allen, roteirizado pelo diretor e Charles Bennett, baseado no livro homônimo de Arthur Conan Doyle, música de Paul Sawtell e Bert Shefter.

## Sinopse
Um renomado professor conduz uma expedição a uma região da Amazônia, onde acredita que a vida não se alterou desde os tempos pré-históricos.

## Elenco
- Michael Rennie ....... Lord John Roxton
- Jill St. John ....... 	Jennifer Holmes (as Jill St.John)
- David Hedison ....... Ed Malone
- Claude Rains ....... Professor George Edward Challenger
- Fernando Lamas ....... Manuel Gomez
- Richard Haydn ....... Professor Summerlee
- Ray Stricklyn ....... David Holmes
- Jay Novello ....... 	Costa
- Vitina Marcus ....... Garota nativa
- Ian Wolfe ....... Burton White